# Distretto di Tuen Mun
Il distretto di Tuen Mun (o Tuen Mun District, in cinese semplificato 屯門区, in cinese tradizionale 屯門區, in mandarino pinyin Túnmén Qū) è uno dei 18 distretti di Hong Kong, in Cina.